# Iłża

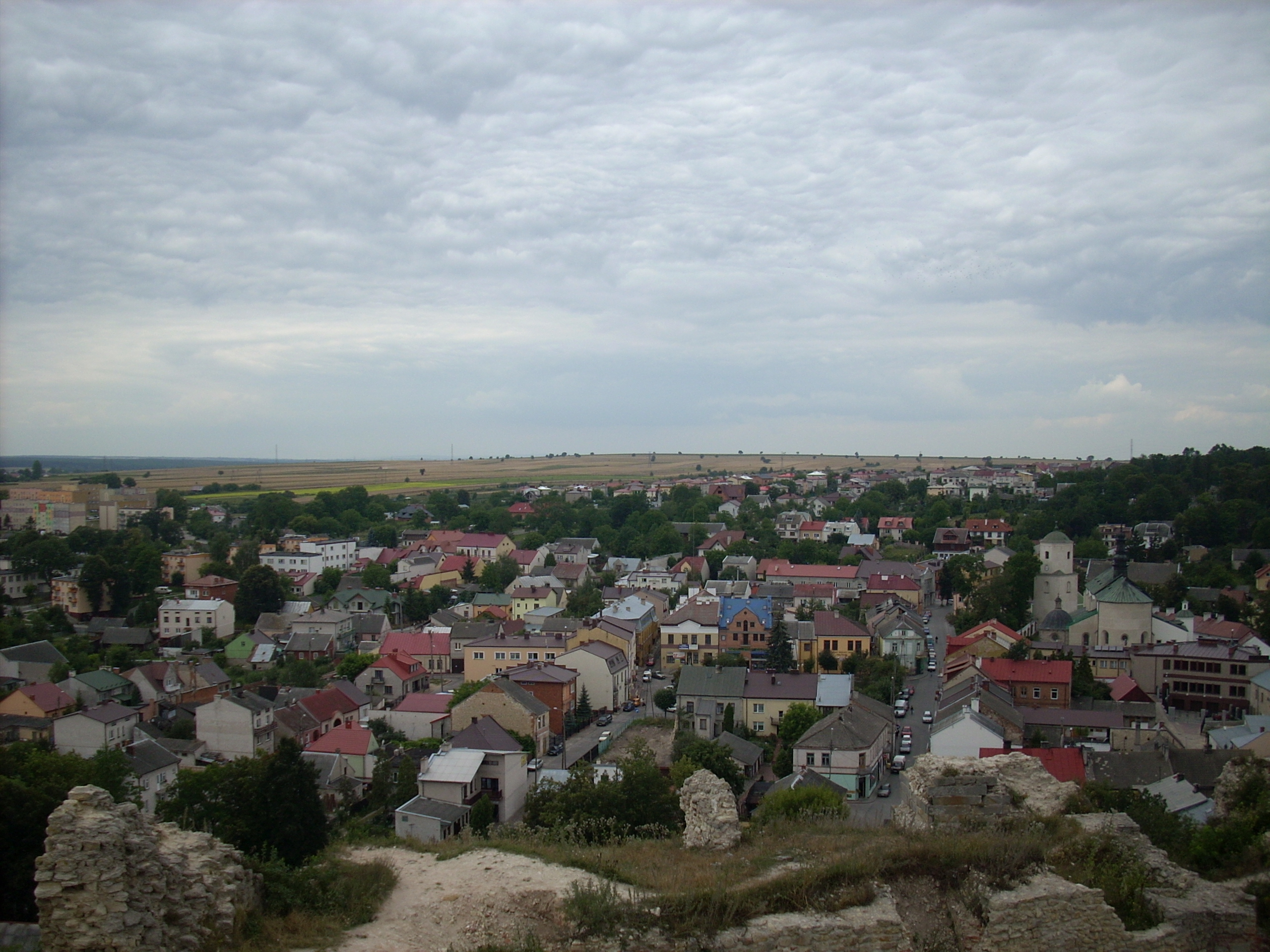
Iłża

Iłża är en stad i sydöstra Polen med 5 000 invånare. Staden ligger i kommunen med samma namn i Masoviens vojvodskap.